# Tinción de Romanowsky

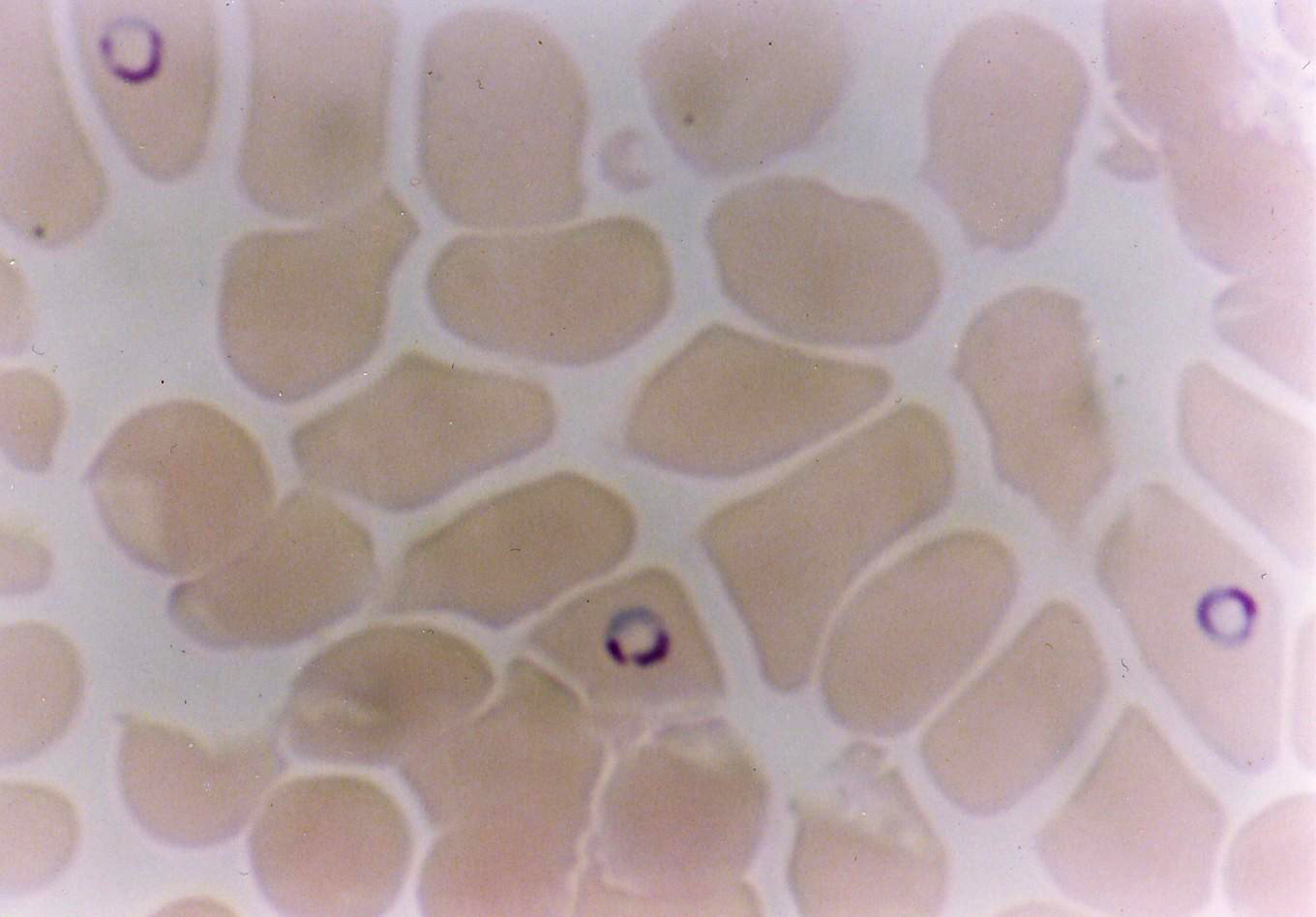
Un extendido sanguíneo coloreado con Giemsa mostrando una infección por Plasmodium falciparum

La tinción de Romanowsky es una técnicas de tinción prototípica que fue predecesora de varios métodos distintos, pero basados en principios similares entre los que se incluyen las tinciones de Giemsa, Jenner, Wright, Field, y Leishman, las cuales son utilizadas para diferenciar diferentes tipos de células en especímenes patológicos.

## Examen microscópico de extendidos sanguíneos

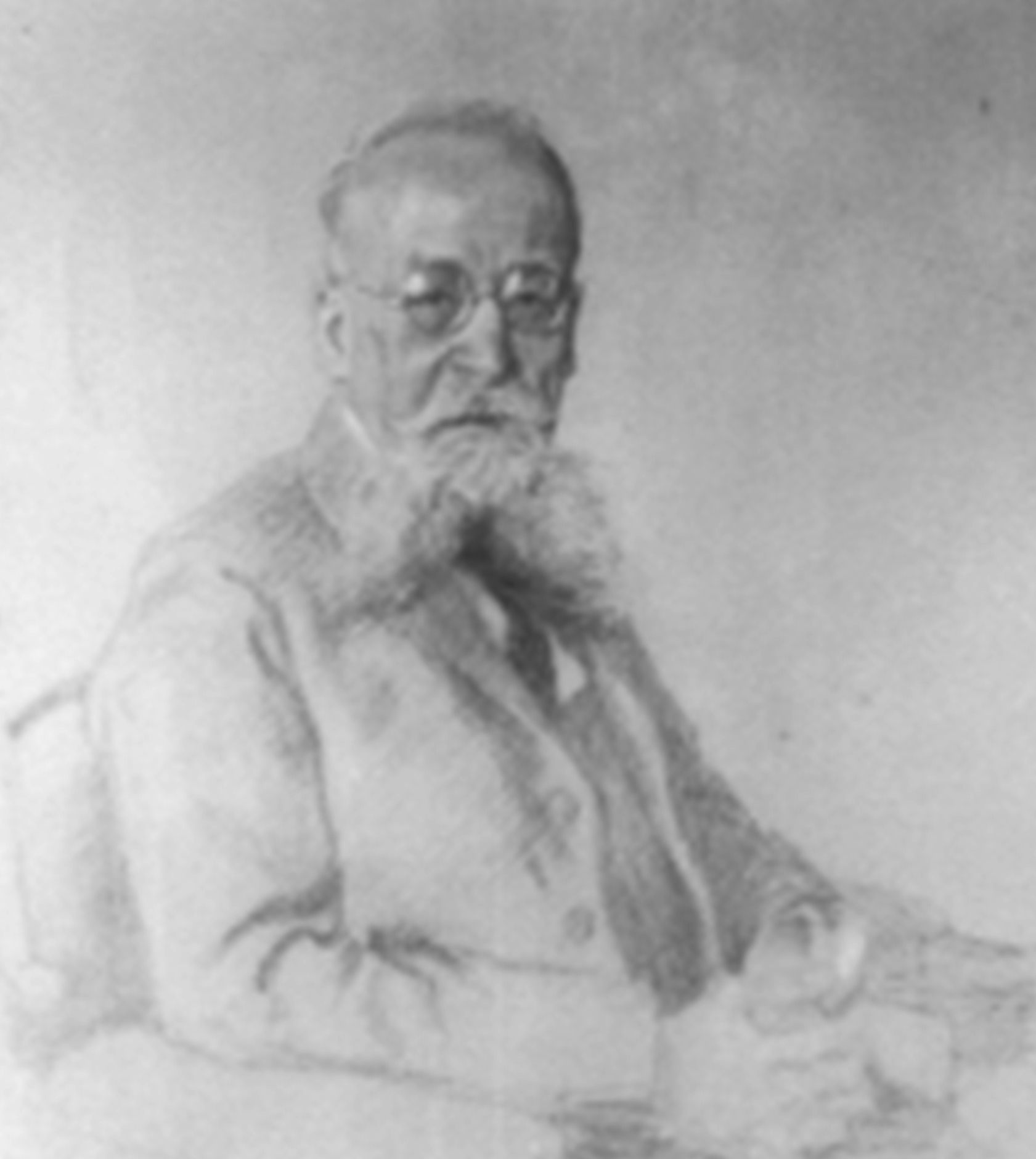
Ernst Malachowski

Para este propósito Paul Ehrlich en 1879 había comenzado utilizando una mezcla de colorantes ácidos y básicos, por ejemplo fucsina (colorante ácido) y azul de metileno (colorante básico). En 1891 Ernst Malachowski y Dmitry Leonidovich Romanowsky desarrollaron de manera independiente sendas técnicas haciendo uso de una mezcla de eosina y azul de metileno modificado que produjo un sorprendente tono imposible de atribuir a ninguno de los componentes de tinción: un hermoso, distintivo color púrpura. Los requerimientos para que ocurra el efecto Malachowski-Romanowsky-Giemsa son: 
1. Un colorante catiónico: el mejor colorante es el Azur B y, a pesar de que el colorante Azur A es el responsable del color púrpura del núcleo, el azul que confiere al citoplasma es inferior. Ningún otro colorante catiónico que no sea el azul de metileno resulta adecuado.
2. Un colorante aniónico: El más comúnmente utilizado es la Eosina Y.[11]

Debido a que las soluciones acuosas de colorantes eran inestables, se introdujo metanol como un disolvente, y William Boog Leishman y James Homer Wright abogaron también por el uso de metanol como fijador antes de la tinción. Gustav Giemsa mejoró esta técnica mediante la estandarización de las soluciones de colorantes y la adición de glicerol para aumentar su estabilidad.
La demetilación del azul de metileno en solución acuosa utilizando calor y un álcali produce una mezcla de Azur A, Azur B, violeta de metileno y azul de metileno. Luego se añade Eosina Y para producir un colorante "neutro". El precipitado formado se disuelve después en una mezcla de glicerol y metanol, para formar una solución de almacenaje (de stock); luego esta solución de stock se disuelve con agua o una solución acuosa tamponada para formar la solución de trabajo que es utilizada para teñir las muestras patológicas. La solución de trabajo es estable por tres horas.
Los procedimientos de captura inmunocromatográfica (malaria antigen detection test) son una alternativa de diagnóstico no microscópico para aquellos laboratorios que no pueden disponer de un microscopista experto.